# ناتاشا بوکارت
ناتاشا بوکارت ( فرانسوی: Natacha Bouchart‎؛ زادهٔ ۲۹ مهٔ ۱۹۶۳) سیاست‌مدار ارمنی‌-لهستانی‌تبار اهل فرانسه است که از تاریخ ۱۶ مارس ۲۰۰۸ سمت شهردار کاله را برعهده دارد. بین سال‌های ۲۰۱۱ تا ۲۰۱۶ عضو سنای فرانسه از پا-دو-کاله بود.

## زندگی‌نامه
وی در ۲۹ مهٔ ۱۹۶۳ در لانس از پدری ارمنی و مادری لهستانی به دنیا آمد 